# L'uomo di Laramie
L'uomo di Laramie (The Man from Laramie) è un film del 1955 diretto da Anthony Mann; è il quinto ed ultimo western della coppia Mann/Stewart (i precedenti sono Winchester '73, Là dove scende il fiume, Lo sperone nudo e Terra lontana).

## Trama
A seguito dell'uccisione del fratello da parte degli Apaches, il capitano di Cavalleria Will Lockhart, "l'uomo di Laramie", cerca vendetta ed in incognito si mette sulle tracce di chi ha venduto illegalmente le armi agli indiani. Finisce in una cittadina, Coronado, in cui dominano la grettezza e la violenza.
A capo del traffico di armi c'è Dave, il figlio di Alec Waggoman, un ricco proprietario terriero. Complice di Dave nel traffico d'armi è Vic, il braccio destro di Alec. Venuto a contrasto con Dave, Vic lo uccide e poi cerca anche di sopprimere Alec Waggoman, senza però riuscirci. Scoperta la verità sul traffico di armi, Will Lockhart costringe Vic a distruggere l'ultimo carico di armi e poi lo lascia andare. L'uomo però fugge verso gli indiani, che lo uccidono. Prima di ritornare al suo reparto, Will confida a Barbara Waggoman, cugina di Dave ed ex fidanzata di Vic, la sua vera identità e la invita ad andarlo a trovare a Fort Laramie.

## Produzione
Girato in CinemaScope, è tratto dal romanzo omonimo, scritto da Thomas T. Flynn e pubblicato originariamente sul The Saturday Evening Post.